# Вајлдвуд (Мисури)
Вајлдвуд (енгл. Wildwood) град је у америчкој савезној држави Мисури.

## Демографија
По попису из 2010. године број становника је 35.517, што је 2.633 (8,0%) становника више него 2000. године.
| Група             | 2000.          | 2010.          |
| Белци             | 30.830 (93,8%) | 32.116 (90,4%) |
| Афроамериканци    | 534 (1,6%)     | 588 (1,7%)     |
| Азијати           | 784 (2,4%)     | 1.434 (4,0%)   |
| Хиспаноамериканци | 454 (1,4%)     | 830 (2,3%)     |
| Укупно            | 32.884         | 35.517         |